# تراموا تور
تراموا تور (انگلیسی: Tours tramway) سیستم تراموا در شهر تور، فرانسه است.
این تراموا که در سال ۲۰۱۳ تأسیس شده دارای ۱ خط، ۲۹ ایستگاه و ۱۵ کیلومتر طول می‌باشد.

## نگارخانه

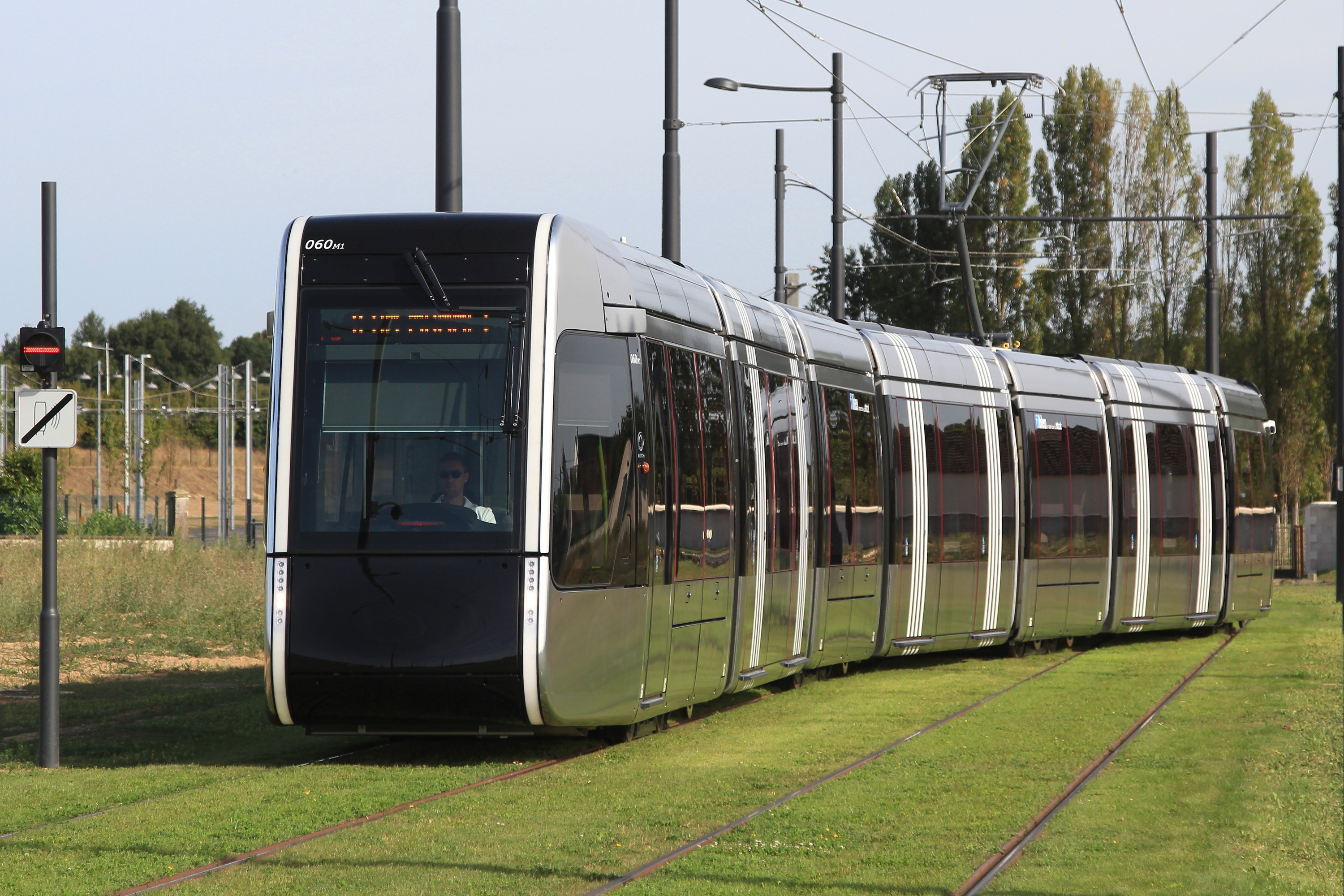
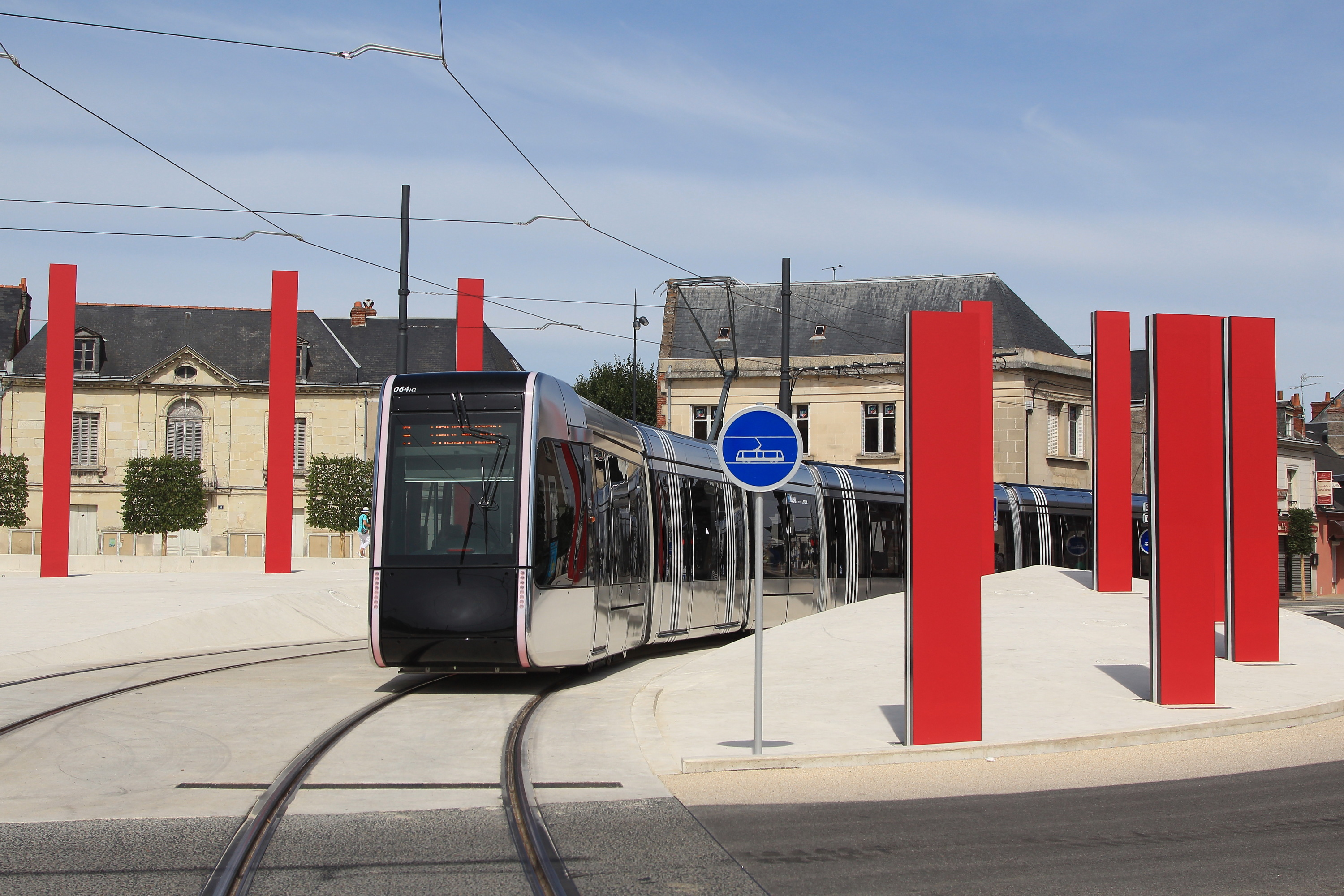
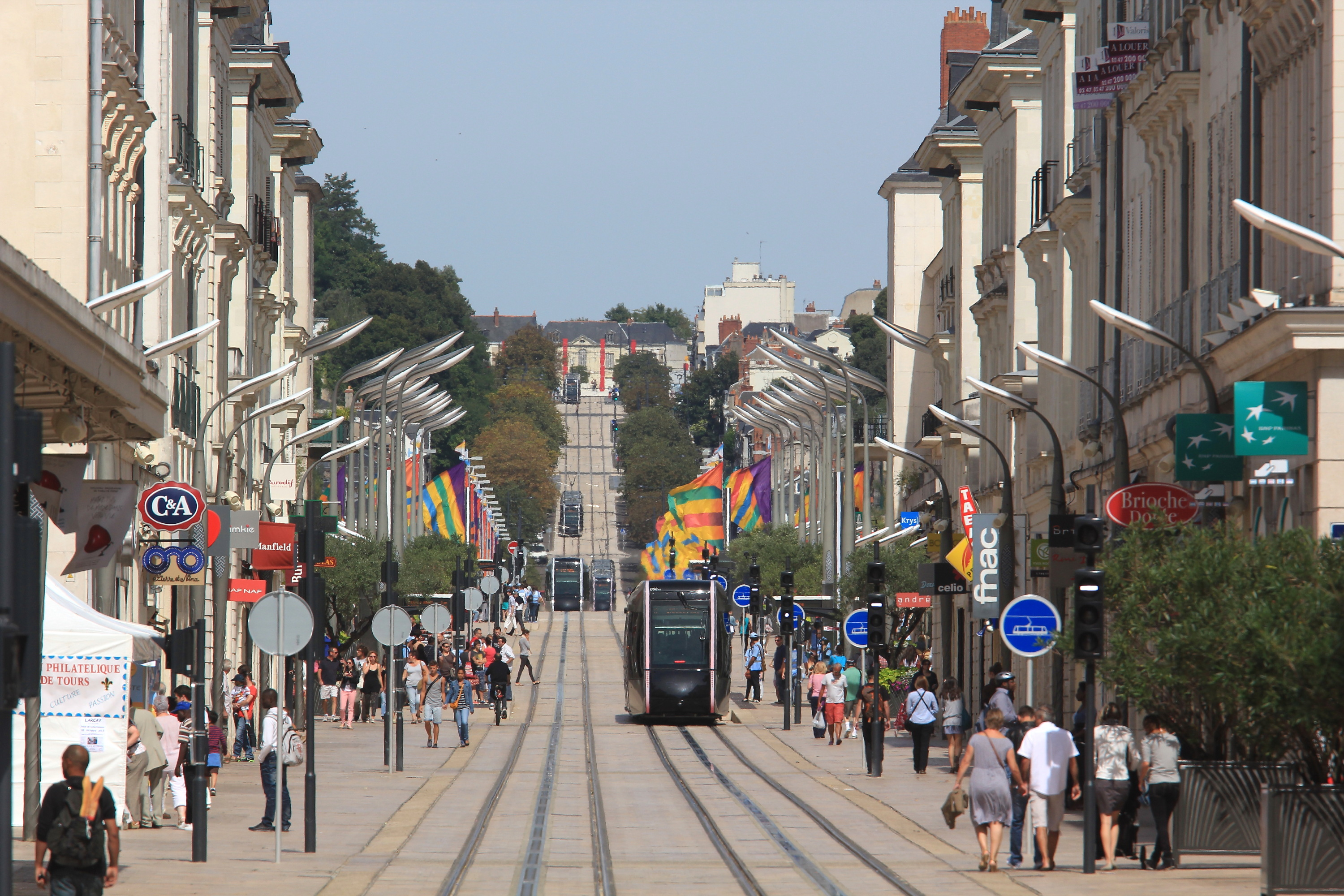
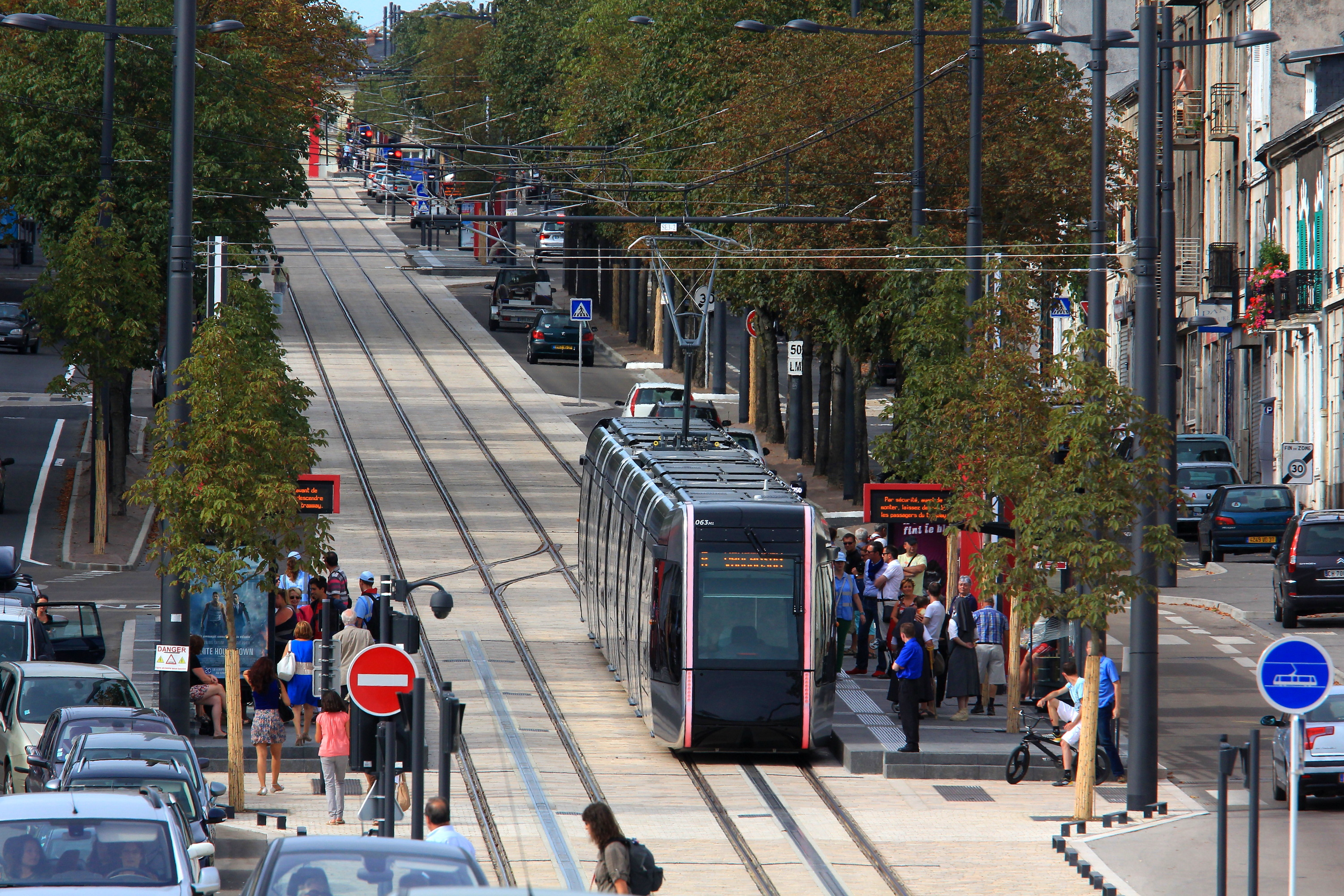
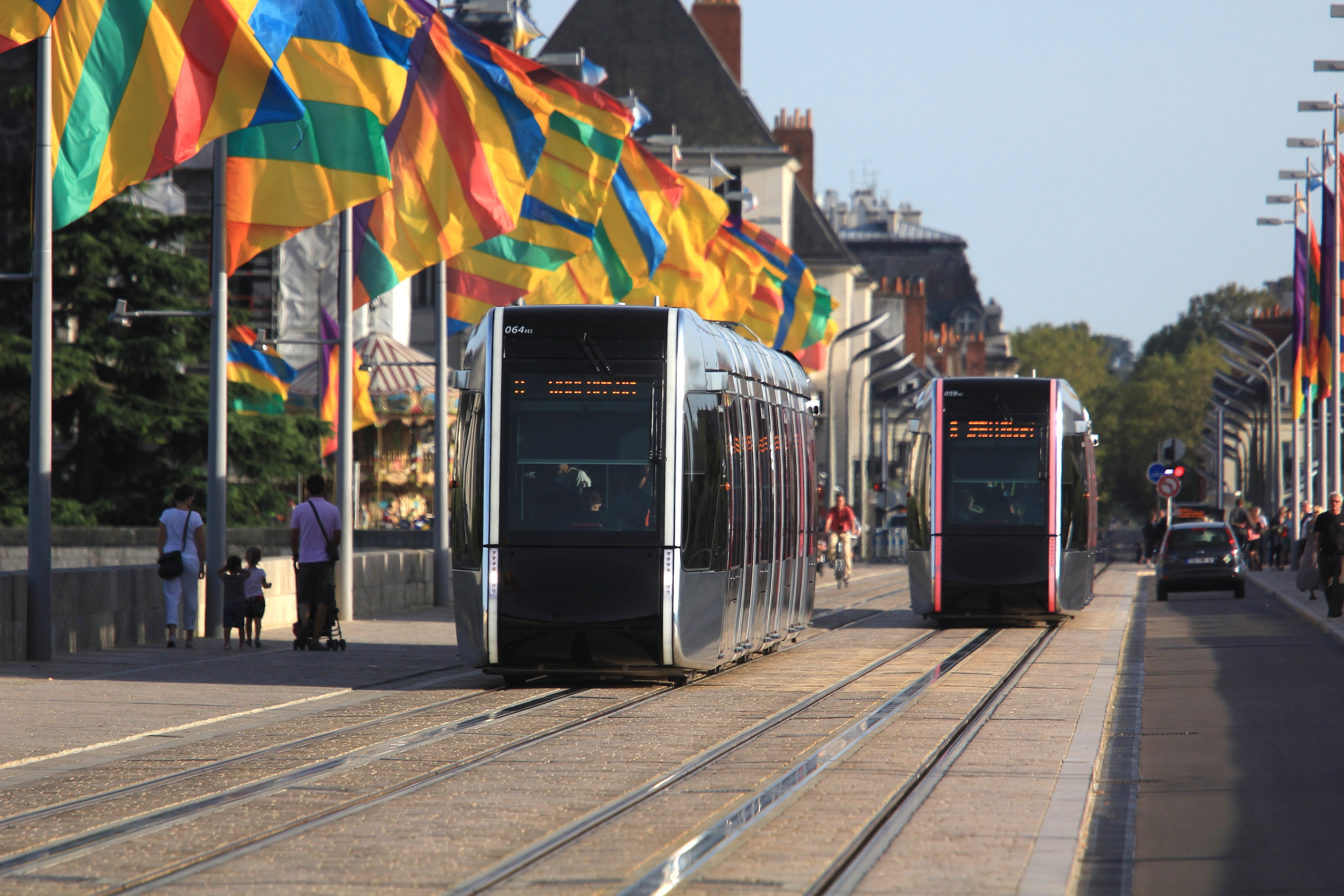
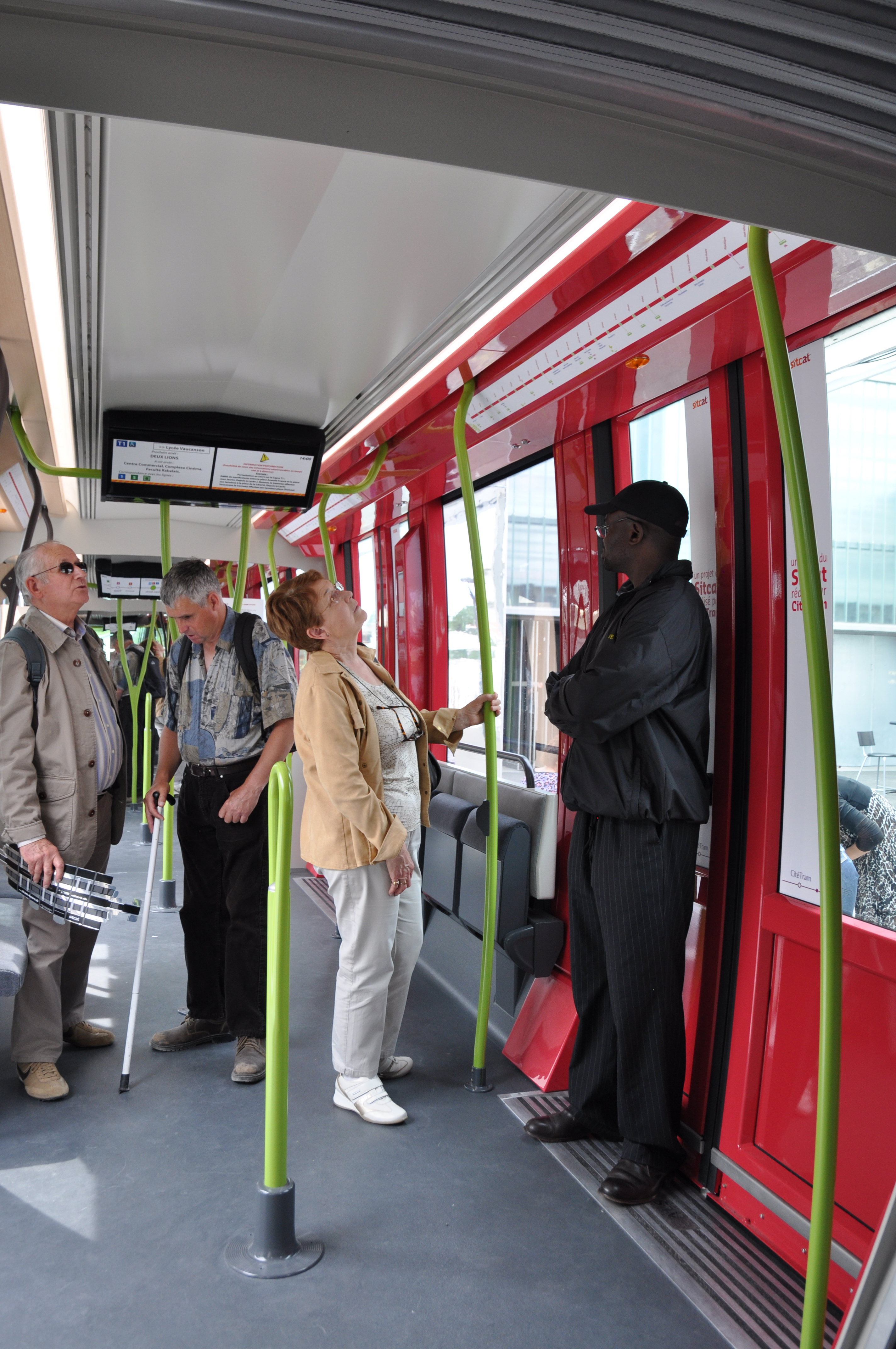
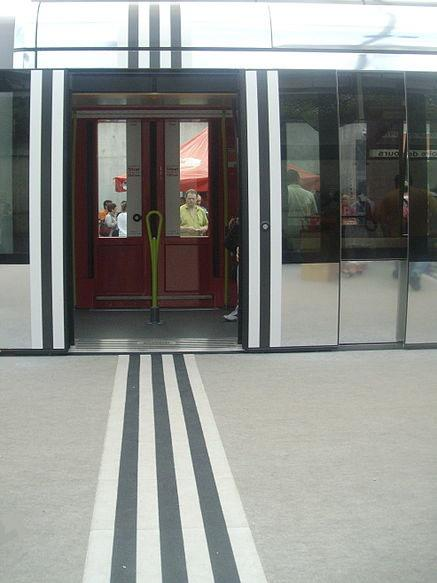